# XSL Formatting Objects
XSL Formatting Objects lub XSL-FO (Obiekty formatujące XSL) - oparty na XML język znaczników, stosowany do formatowania dokumentów. Według starego podziału XSL-FO jest częścią XSL, zbioru opracowanych przez W3C technik do transformacji i formatowania danych XML. Inne części XSL to XSLT i XPath. W nowym podziale nie ma takiego rozróżnienia, XSL-FO jest nazywany po prostu XSL.
W przeciwieństwie do HTML i XHTML, dokumenty XML nie zawierają wbudowanego układu wizualnego. XSL-FO jest językiem, który może być użyty do nadania dokumentowi XML układu na stronie, kolorów, czcionek itd. z przeznaczeniem wyniku dla ekranu komputerowego, drukarki czy innych mediów. W tym sensie pełni on podobną funkcję jak style CSS, ale jest potężniejszy i bardziej elastyczny, zwłaszcza jeśli chodzi np. o stronicowanie i przewijanie.
W przeciwieństwie do CSS, ale podobnie jak XSLT, XSL-FO jest zapisywany w poprawnej postaci XML. Zwiększa to jego elastyczność, pozwalając np. mieszać XSL-FO z XSLT w tym samym arkuszu.
Aktualną wersją XSL-FO jest 1.0 (status rekomendacji). Trwają prace nad wersją 1.1 (aktualnie w statusie kandydata na rekomendację).